# Copa América 1995
La Copa América 1995 fu la trentasettesima edizione del massimo torneo sudamericano per nazionali di calcio.
Ad organizzare il torneo fu l'Uruguay e le partite si svolsero dal 5 al 23 luglio 1995. A vincerlo fu l'Uruguay, che prevalse contro il Brasile ai calci di rigore per 5-3 dopo che i supplementari finirono 1-1, e vinse così il suo quattordicesimo trofeo.

## Città e stadi
Sedi della Copa América 1995 furono le seguenti città con i relativi stadi:
| Città      | Stadio                       | Capacità |
| ---------- | ---------------------------- | -------- |
| Maldonado  | Estadio Campus Municipal     | 22.000   |
| Montevideo | Estadio Centenario           | 60.000   |
| Paysandú   | Stadio Parque Artigas        | 25.000   |
| Rivera     | Estadio Atilio Paiva Olivera | 30.000   |

## Nazionali partecipanti e formula
Per l'edizione 1995 venne confermata la formula sperimentata due anni prima in Ecuador. 
 Le 12 nazionali partecipanti (le 10 selezioni affiliate alla CONMEBOL, più due invitate della CONCACAF, di nuovo Stati Uniti e Messico) erano divise in 3 gironi all'italiana da 4 ciascuno. Le prime due classificate più le 2 migliori terze si sarebbero qualificate ai quarti. Da questo momento il torneo avrebbe preso la forma dell'eliminazione diretta.

Unica novità fu il passaggio da 2 a 3 punti per ogni vittoria (già adottato dalla FIFA l'anno prima ai mondiali statunitensi).
| N° | Nazione     | Iscrizione CONMEBOL | Iscrizione CONCACAF | Note                          |
| -- | ----------- | ------------------- | ------------------- | ----------------------------- |
| 1  | Argentina   | 1916                | -                   | Detentore Coppa America 1993  |
| 2  | Brasile     | 1916                | -                   |                               |
| 3  | Cile        | 1916                | -                   |                               |
| 4  | Uruguay     | 1916                | -                   | Nazione ospitante             |
| 5  | Paraguay    | 1921                | -                   |                               |
| 6  | Perù        | 1925                | -                   |                               |
| 7  | Bolivia     | 1926                | -                   |                               |
| 8  | Ecuador     | 1927                | -                   |                               |
| 9  | Colombia    | 1936                | -                   |                               |
| 10 | Venezuela   | 1952                | -                   |                               |
| 11 | Messico     | -                   | 1961                | Detentore Coppa CONCACAF 1993 |
| 12 | Stati Uniti | -                   | 1961                | Detentore Coppa CONCACAF 1991 |

I gironi iniziali ebbero la seguente composizione:
Gruppo A
- Uruguay
- Venezuela
- Paraguay
- Messico

Gruppo B
- Brasile
- Colombia
- Ecuador
- Perù

Gruppo C
- Argentina
- Bolivia
- Cile
- Stati Uniti

## Fase a gruppi

### Gruppo A

#### Risultati
| Arbitro: | Imperatore |

|                                                        |           |              |
| Fonseca 14’ Otero 25’ Francescoli 75’ (rig.) Poyet 84’ | Marcatori | 53’ Dolgetta |

| Arbitro: | Rodas |

|                           |           |            |
| Cardozo 63’ Samaniego 73’ | Marcatori | 44’ García |

| Arbitro: | Rezende |

|                 |           |  |
| Francescoli 13’ | Marcatori |  |

| Arbitro: | Domínguez |

|                                           |           |                   |
| García 41’ (rig.) 57’ (rig.) Espinoza 76’ | Marcatori | 65’ (aut.) Campos |

| Arbitro: | Ruiz |

|                                        |           |                          |
| Cardozo 35’ Villamayor 64’ Gamarra 83’ | Marcatori | 13’ Miranda 68’ Dolgetta |

| Arbitro: | Castrilli |

|               |           |            |
| Saralegui 79’ | Marcatori | 67’ García |

#### Classifica
| Pos. | Squadra   | Pt | G | V | N | P | GF | GS | DR |
| ---- | --------- | -- | - | - | - | - | -- | -- | -- |
| 1.   | Uruguay   | 7  | 3 | 2 | 1 | 0 | 6  | 2  | +4 |
| 2.   | Paraguay  | 6  | 3 | 2 | 0 | 1 | 5  | 4  | +1 |
| 3.   | Messico   | 4  | 3 | 1 | 1 | 1 | 5  | 4  | +1 |
| 4.   | Venezuela | 0  | 3 | 0 | 0 | 3 | 4  | 10 | -6 |

### Gruppo B

#### Risultati
| Arbitro: | Filippi |

|              |           |              |
| Asprilla 68’ | Marcatori | 80’ Palacios |

| Arbitro: | Castrilli |

|              |           |  |
| Ronaldão 73’ | Marcatori |  |

| Arbitro: | Peña |

|            |           |  |
| Rincón 44’ | Marcatori |  |

| Arbitro: | Benegas |

|                              |           |  |
| Zinho 77’ (rig.) Edmundo 82’ | Marcatori |  |

| Arbitro: | Dluzniewski |

|                   |           |                       |
| Díaz 61’ Mora 75’ | Marcatori | 82’ (aut.) I. Hurtado |

| Arbitro: | Filippi |

|                                           |           |  |
| Leonardo 30’ Tulio 76’ Higuita 85’ (aut.) | Marcatori |  |

#### Classifica
| Pos. | Squadra  | Pt | G | V | N | P | GF | GS | DR |
| ---- | -------- | -- | - | - | - | - | -- | -- | -- |
| 1.   | Brasile  | 9  | 3 | 3 | 0 | 0 | 6  | 0  | +6 |
| 2.   | Colombia | 4  | 3 | 1 | 1 | 1 | 2  | 4  | -2 |
| 3.   | Ecuador  | 3  | 3 | 1 | 0 | 2 | 2  | 3  | -1 |
| 4.   | Perù     | 1  | 3 | 0 | 1 | 2 | 2  | 5  | -3 |

### Gruppo C
| Arbitro: | Tejada |

|                 |           |              |
| Wynalda 14’ 20’ | Marcatori | 63’ Rozental |

| Arbitro: | Dluzniewski |

|                         |           |            |
| Batistuta 70’ Balbo 81’ | Marcatori | 75’ Angola |

| Arbitro: | Borgosano |

|                |           |  |
| Etcheverry 23’ | Marcatori |  |

| Arbitro: | Carter |

|                                       |           |  |
| Batistuta 1’ 51’ Simeone 6’ Balbo 54’ | Marcatori |  |

| Arbitro: | Tejada |

|                       |           |               |
| Mercado 78’ Ramos 87’ | Marcatori | 55’ 61’ Basay |

| Arbitro: | Rezende |

|                                  |           |  |
| Klopas 20’ Lalas 31’ Wynalda 58’ | Marcatori |  |

#### Classifica
| Pos. | Squadra     | Pt | G | V | N | P | GF | GS | DR |
| ---- | ----------- | -- | - | - | - | - | -- | -- | -- |
| 1.   | Stati Uniti | 6  | 3 | 2 | 0 | 1 | 5  | 2  | +3 |
| 2.   | Argentina   | 6  | 3 | 2 | 0 | 1 | 6  | 4  | +2 |
| 3.   | Bolivia     | 4  | 3 | 1 | 1 | 1 | 4  | 4  | 0  |
| 4.   | Cile        | 1  | 3 | 0 | 1 | 2 | 3  | 8  | -5 |

### Raffronto delle terze classificate
| Pos. | Squadra | Pt | G | V | N | P | GF | GS | DR |
| ---- | ------- | -- | - | - | - | - | -- | -- | -- |
| 1.   | Messico | 4  | 3 | 1 | 1 | 1 | 5  | 4  | +1 |
| 2.   | Bolivia | 4  | 3 | 1 | 1 | 1 | 4  | 4  | 0  |
| 3.   | Ecuador | 3  | 3 | 1 | 0 | 2 | 2  | 3  | -1 |

## Fase ad eliminazione diretta
|  | Quarti di finale       | Quarti di finale      |                        |             | Semifinali                | Semifinali                |  |  | Finale                | Finale |
|  |                        |                       |                        |             |                           |                           |  |  |                       |        |
|  | 16 luglio – Montevideo |                       |                        |             |                           |                           |  |  |                       |        |
|  |                        |                       |                        |             |                           |                           |  |  |                       |        |
|  | 1A. Uruguay            | 2                     |                        |             |                           |                           |  |  |                       |        |
|  | 1A. Uruguay            | 2                     | 19 luglio – Montevideo |             |                           |                           |  |  |                       |        |
|  | 3C. Bolivia            | 1                     |                        |             |                           |                           |  |  |                       |        |
|  | 3C. Bolivia            | 1                     | Uruguay                | 2           |                           |                           |  |  |                       |        |
|  | 16 luglio – Montevideo |                       | Uruguay                | 2           |                           |                           |  |  |                       |        |
|  |                        | Colombia              | 0                      |             |                           |                           |  |  |                       |        |
|  | 2B. Colombia           | Colombia              | 0                      | 1 (5)       |                           |                           |  |  |                       |        |
|  | 2B. Colombia           |                       | 23 luglio - Montevideo | 1 (5)       |                           |                           |  |  |                       |        |
|  | 2A. Paraguay           | 1 (4)                 |                        |             |                           |                           |  |  |                       |        |
|  | 2A. Paraguay           | 1 (4)                 | Uruguay                | 1 (5)       |                           |                           |  |  |                       |        |
|  | 17 luglio – Rivera     |                       | Uruguay                | 1 (5)       |                           |                           |  |  |                       |        |
|  |                        | Brasile               | 1 (3)                  |             |                           |                           |  |  |                       |        |
|  | 1B. Brasile            | Brasile               | 1 (3)                  | 2 (4)       |                           |                           |  |  |                       |        |
|  | 1B. Brasile            | 20 luglio – Maldonado |                        | 2 (4)       |                           |                           |  |  |                       |        |
|  | 2C. Argentina          | 2 (2)                 |                        |             |                           |                           |  |  |                       |        |
|  | 2C. Argentina          | 2 (2)                 | Brasile                | 1           | Finale per il terzo posto | Finale per il terzo posto |  |  |                       |        |
|  | 17 luglio – Paysandú   |                       | Brasile                | 1           | Finale per il terzo posto | Finale per il terzo posto |  |  |                       |        |
|  |                        | Stati Uniti           | 0                      |             |                           |                           |  |  |                       |        |
|  | 1C. Stati Uniti        | Stati Uniti           | 0                      | 0 (4)       | Colombia                  | 4                         |  |  |                       |        |
|  | 1C. Stati Uniti        |                       |                        | 0 (4)       | Colombia                  | 4                         |  |  |                       |        |
|  | 3A. Messico            | 0 (1)                 |                        | Stati Uniti | 1                         |                           |  |  |                       |        |
|  | 3A. Messico            | 0 (1)                 |                        |             | 1                         |                           |  |  |                       |        |
|  |                        |                       |                        |             |                           |                           |  |  | 22 luglio - Maldonado |        |
|  |                        |                       |                        |             |                           |                           |  |  |                       |        |

### Quarti di finale
| Arbitro: | Imperatore |

|                                          |                      |                                    |
| Rincón 53’                               | Marcatori            | 26’ Villamayor                     |
| Rincón Mendoza Arboleda Cabrera Asprilla | Tiri di rigore 5 – 4 | Jara Acuña Samaniego Denis Gamarra |

| Arbitro: | Rodas |

|                      |           |             |
| Otero 1’ Fonseca 30’ | Marcatori | 71’ Sánchez |

| Arbitro: | Ruiz |

|                                |                      |                          |
| Wynalda Moore Caligiuri Klopas | Tiri di rigore 4 – 1 | García Hermosillo Coyote |

| Arbitro: | Tejada |

|                                               |                      |                             |
| Edmundo 9’ Túlio 81’                          | Marcatori            | 2’ Balbo 29’ Batistuta      |
| Roberto Carlos Túlio André Cruz Dunga Edmundo | Tiri di rigore 4 – 2 | Pérez Acosta Simeone Fabbri |

### Semifinali
| Arbitro: | Benegas |

|                        |           |  |
| Adinolfi 51’ Otero 70’ | Marcatori |  |

| Arbitro: | Rodas |

|            |           |  |
| Aldair 13’ | Marcatori |  |

### Finale per il 3º posto
| Arbitro: | Imperatore |

|                                                     |           |                  |
| Quiñónez 30’ Valderrama 38’ Asprilla 50’ Rincón 76’ | Marcatori | 52’ (rig.) Moore |

### Finale
| Arbitro: | Brizio Carter |

|                                                   |                      |                                  |
| Bengoechea 51’                                    | Marcatori            | 30’ Túlio                        |
| Francescoli Bengoechea Herrera Gutiérrez Martínez | Tiri di rigore 5 – 3 | Roberto Carlos Zinho Túlio Dunga |

| Uruguay | Brasile |

| POR           | 1  | Fernando Alvez     |             |     |
| DIF           | 14 | Gustavo Méndez     | Ammonizione |     |
| DIF           | 4  | José Oscar Herrera | Ammonizione |     |
| DIF           | 3  | Eber Moas          |             |     |
| DIF           | 18 | Tabaré Silva       |             | 35’ |
| CEN           | 21 | Diego Dorta        |             | 45’ |
| CEN           | 5  | Álvaro Gutiérrez   |             | 62’ |
| CEN           | 11 | Gustavo Poyet      | Ammonizione |     |
| CEN           | 10 | Enzo Francescoli   |             |     |
| ATT           | 9  | Daniel Fonseca     |             |     |
| ATT           | 7  | Marcelo Otero      |             | 45’ |
| Sostituzioni: |    |                    |             |     |
| DEF           | 6  | Edgardo Adinolfi   |             | 35’ |
| CEN           | 8  | Pablo Bengoechea   |             | 45’ |
| ATT           | 17 | Sergio Martínez    |             | 45’ |
| Allenatore:   |    |                    |             |     |
| Héctor Núñez  |    |                    |             |     |

| POR           | 1  | Cláudio Taffarel |             |     |
| DIF           | 2  | Jorginho         |             |     |
| DIF           | 3  | Aldair           |             |     |
| DIF           | 14 | André Cruz       |             |     |
| DIF           | 6  | Roberto Carlos   | Ammonizione |     |
| CEN           | 8  | Dunga            | Ammonizione |     |
| CEN           | 5  | César Sampaio    |             |     |
| CEN           | 10 | Juninho Paulista | Ammonizione | 69’ |
| CEN           | 11 | Zinho            | Ammonizione |     |
| ATT           | 7  | Edmundo          |             |     |
| ATT           | 9  | Túlio            |             |     |
| Sostituzioni: |    |                  |             |     |
| CEN           | 18 | Beto             |             | 69’ |
| Allenatore:   |    |                  |             |     |
| Mário Zagallo |    |                  |             |     |

## Classifica marcatori
4 gol
- Batistuta;
- Luis García.

3 gol
- Balbo;
- Túlio;
- Rincón;
- Otero;
- Wynalda.

2 gol
- Edmundo;
- Basay;
- Asprilla;
- Cardozo e Villamayor;
- Fonseca e Francescoli;
- Dolgetta.

1 gol
- Simeone;
- Angola, Etcheverry, Mercado, Ramos e Sánchez;
- Aldair, Leonardo, Ronaldão e Zinho;
- Rozental;
- Quiñónez e Valderrama;
- Díaz e Mora;
- Espinoza;
- Gamarra e Samaniego;
- Palacios;
- Adinolfi, Bengoechea, Poyet e Saralegui;
- Klopas, Lalas e Moore;
- Miranda.

autoreti
- Higuita (pro Brasile);
- I. Hurtado (pro Perù);
- Campos (pro Venezuela).

## Arbitri
- Javier Castrilli
- Pablo Peña
- Márcio Rezende
- Salvador Imperatore
- Oscar Julián Ruiz
- Alfredo Rodas
- Arturo Brizio Carter

- Félix Benegas
- Alberto Tejada Noriega
- Raúl Domínguez
- Eduardo Dluzniewski
- Ernesto Filippi
- Paolo Borgosano